# Klonowa (Koszary)
Klonowa – część wsi Koszary w Polsce, położona w województwie wielkopolskim, w powiecie konińskim, w gminie Sompolno.
W latach 1975–1998 Klonowa należała administracyjnie do województwa konińskiego.
W gminnej ewidencji zabytków ujęte są następujące obiekty:
- zespół zagrody: gliniany dom z pierwszej połowy XIX wieku oraz murowano-gliniana stodoła;
- 3 domy (o numerach 3, 5 i 14) z początku XX wieku.